# Hydra (album de Toto)
Pour les articles homonymes, voir Hydra.
Albums de Toto
Toto
(1978) Turn Back
(1981)
Singles
1. 99
Sortie : 3 décembre 1979
2. St. George and the Dragon
Sortie : 4 janvier 1980
3. All Us Boys
Sortie : 24 mars 1980

Hydra est le deuxième album studio du groupe de rock américain Toto, sorti le 30 octobre 1979 sous le label Columbia.
Hydra propose huit titres, tous écrits par le claviériste David Paich ; quatre d'entre eux sont chantés par Bobby Kimball. Deux chansons vont se distinguer sur cet opus, Lorraine, ballade sentimentale dédiée à la compagne de Paich et 99, morceau chanté par le guitariste Steve Lukather et qui fait allusion au film de George Lucas, THX 1138. 99 sera classé 26e dans la catégorie « pop singles » aux États-Unis.

## Contexte
Le guitariste de Toto, Steve Lukather, explique que le groupe a « essayé quelque chose d'un peu différent avec Hydra, et ça s'est bien vendu, même si ça a peut-être été un peu précipité pour nous. Et voici de l'ironie – le Rolling Stone attaquait le premier album, puis quand ils ont passé en revue Hydra, la ligne d'ouverture de la critique est quelque chose comme "Il n'a pas la magie du premier album." On se pissait immédiatement sur le sol de rire. Qui sont ces gars ? Pensent-ils que nous sommes amnésiques ? On suivait juste nos muses, mec. Nous suivions nos propres règles et nous ne voulions écouter personne ».

## Réception

### Accueil critique
Bien qu'il s'agisse d'un succès commercial, Hydra est un album moins populaire que le premier album du groupe. Le site AllMusic a suggéré que cela était dû à « l'incapacité de Toto à établir un son distinctif et reconnaissable sur Hydra ou leur premier album, ce qui aurait permis aux auditeurs d'identifier immédiatement les grands succès de Toto avec le groupe lui-même ». AllMusic note également « l'hypothèse que la plupart des auditeurs n'étaient pas familiers avec le film sur lequel la chanson 99 était basée (THX 1138), et ont donc trouvé les paroles désespérément cryptiques, empêchant le single de devenir un succès aussi important qu'il aurait pu l'être ».
L'avis rétrospectif d'AllMusic a porté peu de jugement sur la qualité – notant seulement en aparté que les chansons étaient « bien jouées », se concentrant plutôt sur les raisons pour lesquelles Hydra n'avait pas réussi à égaler le succès commercial de leur premier album, Toto.

### Accueil commercial
Bien que l'album ait eu des avis mitigés de la part des critiques. Il est certifié disque d'or aux États-Unis par la Recording Industry Association of America et disque de platine au Canada par la Canadian Recording Industry Association en 1980. Il obtient le plus de succès en Norvège, se hissant jusqu'au premier rang du classement des albums.

## Liste des titres
Toutes les chansons sont écrites et composées par Tous les titres sont écrits par David Paich, sauf précisé.
| 1. | Hydra                     | Paich, Steve Porcaro, Jeff Porcaro, Steve Lukather, Bobby Kimball, David Hungate | Paich    | 7:31 |
| 2. | St. George and the Dragon |                                                                                  | Kimball  | 4:45 |
| 3. | 99                        |                                                                                  | Lukather | 5:16 |
| 4. | Lorraine                  |                                                                                  | Paich    | 4:46 |

| 5. | All Us Boys   |                            | Paich   | 5:03 |
| 6. | Mama          | Paich, Kimball             | Kimball | 5:14 |
| 7. | White Sister  | Paich, Kimball             | Kimball | 5:39 |
| 8. | A Secret Love | S. Porcaro, Paich, Kimball | Kimball | 3:07 |

## Crédits

### Musiciens
| Toto - Steve Lukather : guitare, chant sur 99 - David Paich : claviers, chant sur Hydra, Lorraine et All us boys - Bobby Kimball : chant sur St George and the Dragon, Mama, White Sister et A secret love - Jeff Porcaro : batterie, percussions - Steve Porcaro : claviers, chant - David Hungate : basse | Musiciens additionnels - Lenny Castro - percussions - Michael Boddicker - échantillons de synthétiseur - Roger Linn - programmation assistant synthétiseur - Marty Paich – arrangements de cordes |

### Personnel technique
- Production : Tom Knox, Reggie Fisher et Toto
- Ingénieurs du son : Tom Knox et Dana Latham
- Ingénieur adjoint : Stephen McManus
- Mastering : David Donnelly
- Direction artistique : Jim Hagopian, Tony Lane et Jeff Porcaro
- Conception : Philippe Garris
- Photographie : Jim Hagopian
- Calligraphie : Mike Manoogian

## Classements et certifications
| Classement (1979–80)                 | Meilleure position |
| ------------------------------------ | ------------------ |
| Allemagne de l'Ouest (Media Control) | 38                 |
| Australie (Kent Music Report)        | 41                 |
| Canada (RPM)                         | 10                 |
| États-Unis (Billboard 200)           | 37                 |
| Japon (Oricon)                       | 37                 |
| Norvège (VG-lista)                   | 1                  |
| Nouvelle-Zélande (RIANZ)             | 29                 |
| Suède (Sverigetopplistan)            | 15                 |

| Classement (1980)          | Position |
| -------------------------- | -------- |
| Canada (RPM)               | 52       |
| États-Unis (Billboard 200) | 67       |

### Certifications
| Région                                                                  | Certification | Ventes/Streams |
| ----------------------------------------------------------------------- | ------------- | -------------- |
| Canada (Music Canada)                                                   | Platine       | 100 000^       |
| États-Unis (RIAA)                                                       | Or            | 2 000 000^     |
| ^Mise en rayon selon la certification xNon précisé par la certification |               |                |